# Tempio Valeesvarar
Il tempio Valeesvarar è un tempio indù dedicato alla divinità Shiva, situato nella città indiana di Ramagiri, nel distretto di Chittoor nell'Andhra Pradesh.

## Vaippu Sthalam
È uno dei santuari dei Vaippu Sthalams cantati da Tamil Saivite Nayanar Sundarar. Questo posto è anche conosciuto come Thirukkarikkarai, poiché si trova sulle rive del Kavery.

## Divinità residente
La divinità che risiede nel garbhagriha, rappresentata dal lingam, è conosciuta come Valeesvarar. La Dea è conosciuta anche come Maragadhambal.

## Mito
Secondo la volontà di Rama, Anjaneya portò il Linga dal nord dell'India per consacrarlo a Sethu. Bairava escogitò un piano per possedere il Linga. Per la realizzazione del piano, si fece sentire assetato Anjanaye. Poiché il Linga non dovrebbe essere tenuto sul pavimento, questi lo diede a Bairava che si manifestò come ragazzo. Prima del suo ritorno Bairava mise il Linga a terra. Anjaneya provò a prenderlo dal pavimento ma invano e sul pavimento stesso questo venne consacrato. Mentre Anjaneya cercava di afferrare il Linga per la base, la divinità che presiedeva era conosciuta come Valisvarar. La collina che fu lanciata da Anjaneya cadde su un corpo idrico noto come Kalingamadu. Successivamente prese la forma di una montagna. Poiché il Linga era stato acquistato per fare il puja da Rama, era conosciuto come Ram e quando il corpo idrico divenne una montagna fu conosciuto come 'Giri' (collina). Quindi questo posto era conosciuto come Ramagiri. Questo tempio è anche conosciuto come tempio Bairava. Dalla foce di Nandi l'acqua arriva in ogni momento. Il serbatoio del tempio fu riempito e in seguito divenne un fiume noto come Kariyaru. Generalmente nei templi di Shiva di fronte alla divinità che presiede, si poteva trovare Nandhi, ma in questo tempio al posto di Nandi, si trova Anjaneya. Nessuna ricorrenza pradosha si tiene in questo tempio.

## Struttura
Il tempio è senza gopura. Dopo aver attraversato l'ingresso a sinistra si trova un nandhi tirtta Sulla sua sponda del fiume si trova il santuario di Vinayaka e il santuario della Dea. In questo tempio si trovano anche Kali, Vishnu, Subramania, Virabhadra e Surya.in posizione seduta. La divinità che presiede si trova in una postura obliqua. Questo tempio appartiene al periodo Pallava. Successivamente i re di Vijayanagara rinnovarono la struttura. Quando Sangamakula Virupatcharayan tentò di costruire il gopura, Purushotthama, Gajapathy entrò in guerra con lui e quindi il lavoro venne interrotto. Dopo la guerra con Chalukya, Veera, Rajanedra Chola al suo ritorno fece delle donazioni.

## Posizione
Il tempio si trova vicino a Nagalapuram nel distretto di Chittoor nell'Andhra Pradesh . Nel percorso Chennai - Uthukottai - Surattappalli - Nagalapuram si può raggiungere questo tempio. Il tempio è aperto al culto dalle 8.00 alle 11.00 e dalle 15.00 alle 18.00